# Sillia
Sillia är ett släkte av svampar. Sillia ingår i familjen Sydowiellaceae, ordningen Diaporthales, klassen Sordariomycetes, divisionen sporsäcksvampar och riket svampar.
|        | Rossmania                           |
|        |                                     |
|        | Hapalocystis                        |
|        |                                     |
|        | Stegophora                          |
|        |                                     |
|        | Sydowiella                          |
|        |                                     |
| Sillia | \| \| Sillia ferruginea \| \| \| \| |
|        | \| \| Sillia ferruginea \| \| \| \| |
|        | Sillia ferruginea                   |
|        |                                     |

|  | Sillia ferruginea |
|  |                   |